# Onno Oncken
Onno Oncken (* 4. Juni 1955 in Kehl) ist ein deutscher Geologe und Träger des Leibniz-Preises 1998. Er ist Professor an der Freien Universität Berlin und Direktor der Sektion 3.1: Dynamik der Lithosphäre am Geoforschungszentrum Potsdam.

## Leben
Von 1975 bis 1980 studierte Oncken Geologie an der Universität Köln und machte dort sein Diplom. Daran schloss er dort ein Promotionsstudium mit Stipendium der Studienstiftung des Deutschen Volkes an, das er 1982 mit seiner Dissertation Determinierung und Entwicklung großtektonischer Strukturen im Nördlichen Rhenoherzynikum (Beispiel Ebbeantiklinorium). beendete. Nach einem einjährigen Postdoktorat mit Stipendium der Fritz Thyssen Stiftung am Geologischen Institut der Westfälischen Wilhelms-Universität in Münster bekleidete er von 1983 bis 1989 eine Assistentenstelle für Strukturgeologie am Geologisch-Paläontologischen Institut der Johann Wolfgang Goethe-Universität Frankfurt am Main.
1988 habilitierte er mit einer Arbeit über Geometrie, Deformationsmechanismen und Paläospannungsgeschichte großer Bewegungszonen in der höheren Kruste (Rheinisches Schiefergebirge). 1989 wurde er auf den Lehrstuhl für Strukturgeologie an der Universität Würzburg berufen. 1992 wurde er zum Leiter des Projektbereiches Struktur, Evolution und Geodynamik am GeoForschungsZentrum Potsdam ernannt und bekleidet seit 1994 die Professur für Endogene Dynamik an der Freien Universität Berlin. Seit 2003 ist Oncken Direktor der Sektion 3.1 (Dynamik der Lithosphäre) am Geoforschungszentrum Potsdam. 2004 wurde er zum Programmsprecher für das GFZ-Forschungsprogramm ernannt.
1987 erhielt Oncken den Hermann-Credner-Preis der Deutschen Geologischen Gesellschaft. Von 1997 bis 2004 war er Vizepräsident der Geologischen Vereinigung. Der Leibniz-Preis wurde ihm 1998 in der Sektion Geologie für seine Verdienste auf dem Gebiet der geodynamischen Ursachen gebirgsbildender Prozesse verliehen. Seit 1999 ist er Mitglied der Berlin-Brandenburgischen Akademie der Wissenschaften, seit 2001 korrespondierendes Mitglied der Heidelberger Akademie der Wissenschaften und seit 2002 Mitglied der Deutschen Akademie der Naturforscher Leopoldina (Sektion Geowissenschaften). 2006 wurde er zum Mitglied der Academia Europaea berufen, und war 2007/2008 als Moore-Fellow Gastprofessor am Caltech in Pasadena. 2015 wurde er für seine wissenschaftlichen Beiträge zur Geodynamik, zu globaltektonischen Prozessen und zur Quantifizierung geotektonischer Prozesse mit der Gustav-Steinmann-Medaille ausgezeichnet.

## Wirken
Die Forschungsschwerpunkte Onckens liegen im Studium der Dynamik geotektonischer Prozesse (Geodynamik) und ihrer Quantifizierung und Modellierung, sowie in der Untersuchung der Kinematik tektonischer Platten (Globaltektonik). Außerdem beschäftigt er sich mit seiner Forschungsgruppe mit der Interpretation seismischer Experimente in den Varisziden, im Ural und den Anden. Er wurde 1994 Projektleiter des Deutschen Kontinentalen Reflexionsseismischen Projektes (DEKORP).